# Ingrid de Oliveira
Ingrid de Oliveira (Rio de Janeiro, 7 de maig de 1996) és una esportista brasilera que competeix en salts.
Va participar en les proves de salt de palanca de 10 metres als Jocs Panamericans de 2015 on va guanyar una medalla de plata en la prova sincronitzada, i al Campionat del Món de natació de 2015. Es va classificar en ambdues proves per als Jocs Olímpics d'Estiu de 2016. També va representar el Brasil als Jocs Olímpics d'Estiu de 2020.